# Портной, Майк
Майкл Стивен Портной (англ. Michael Stephen Portnoy; род. 20 апреля 1967, Лонг-Бич, Нью-Йорк, США) — американский барабанщик-виртуоз, сооснователь и участник прог-метал-группы Dream Theater. Считается[кем?] одним из лучших барабанщиков современности. Неоднократно побеждал в номинации «Лучший ударник года». На втором месте после Нила Пирта в списке самых молодых барабанщиков, внесённых в «Зал почёта» журнала Modern Drummer (в 37 лет). Со-продюсировал последние пять альбомов Dream Theater вместе с Джоном Петруччи, начиная с Metropolis Pt. 2: Scenes from a Memory. В списке 50 лучших барабанщиков рока по версии журнала Classic Rock занимает 17 место.

## Музыкальная карьера
Родился и вырос в нью-йоркском пригороде Лонг-Бич на Лонг-Айленде в еврейской семье. Отец, Говард Портной (1940—2009), работал диджеем на местной радиостанции и сыграл важную роль в становлении музыкальных вкусов сына; в начале 1970-х годов они оба некоторое время жили в Кармеле-бай-те-Си, где отец работал на радиостанции KRML. Мать, Андреа (Хана-Лея) Хелд (в первом браке Хелд-Портной, во втором — Хелд-Леоне; 1944—1984), погибла 16 ноября 1984 года при крушении частного самолёта Piper Aircraft в Атлантик-Сити; её памяти посвящён дебютный альбом Dream Theater «When Dream and Day Unite» (1989), а трагические события её гибели легли в основу композиции «A Change of Seasons» (1995).
Несмотря на то, что Майк учился играть на барабанах сам, он посещал уроки музыкальной теории в школе. В то время он начинал играть в местных группах, таких как Intruder, Rising Power и Inner Sanctum, которые позже выпустили по альбому. Майк оставил их после того, как ему достался грант на получение образования в музыкальном колледже Беркли, в Бостоне, который он не окончил, так как не мог совмещать занятия в колледже с отнимавшей много времени группой.
В 2010 году получил награду Kawasaki Golden Gods в номинации «Лучший барабанщик».
С февраля до декабря 2010 года выступал в роли временного барабанщика группы Avenged Sevenfold.
8 сентября 2010 года написал в «Твиттере» и «Фейсбуке», что покидает группу Dream Theater, его место занял Майк Манджини.

После 25 лет работы я решил покинуть Dream Theater, группу, которую я основал, которой руководил, и которую по-настоящему любил на протяжении четверти века.
Для многих это станет настоящим шоком, а некоторые, скорее всего, меня не поймут, но, пожалуйста, поверьте, что это не спонтанное решение… оно назревало уже год.
Мне жаль разочаровывать фэнов Dream Theater по всему миру… Я изо всех сил старался спасти ситуацию и найти из неё выход… Я честно хотел всего лишь перерыва (а не раскола), но человека нельзя насильно сделать счастливым, счастье идет изнутри.
— Майк Портной
В 2011 году Портной начал два совместных проекта — Adrenaline Mob с вокалистом Symphony X Расселом Алленом, и Flying Colors с гитаристом Deep Purple Стивом Морсом.
25 октября 2023 года Майк Портной, а также остальные участники Dream Theater объявили о возвращении Портного в коллектив в преддверии записи 16-го альбома группы. Эта же информация появилась на официальном сайте группы.

## Семья
Живёт в Рокленде со своей женой Марлен, дочерью Мелоди (англ. Melody Ruthandrea), сыном Максом (англ. Max John). Макс также является барабанщиком и играет в ню-метал-группе Tallah. У него есть собака Мики и два кота: Миттенс и Мини.

## Личная жизнь
Любит коллекционировать. Он собрал большую коллекцию вещей, связанных с Dream Theater: бутлеги, постеры и т. п., снимает на видео и на фото свою группу. Дома у него огромная коллекция фильмов.